# 五成村
五成村（ごなりむら）は山梨県東八代郡にあった村。現在の笛吹市境川地区の南東部にあたる。

## 地理
- 山：名所山、春日山

## 歴史
- 1874年（明治7年）7月 - 八代郡前間田村・小山村・小黒坂村・大黒坂村・大窪村が合併して五成村となる。
- 1878年（明治11年）7月22日 - 郡区町村編制法の施行により、五成村が東八代郡の所属となる。
- 1889年（明治22年）7月1日 - 町村制の施行により、五成村が単独で自治体を形成。
- 1903年（明治36年）4月1日 - 圭林村・藤垈村・寺尾村と合併して境川村が発足。同日五成村廃止。